# Eyes Closed (Imagine Dragons)
Eyes Closed is een nummer van de Amerikaanse band Imagine Dragons uit 2024. Het is de eerste single van hun zesde studioalbum Loom.
In "Eyes Closed" vertelt frontman Dan Reynolds dat hij klaar is voor de volgende uitdagingen in het leven, aangezien hij de vorige heeft doorstaan. Ook zingt hij dat hij aan de rand van de afgrond heeft gestaan, maar weer uit deze situaties is gekomen. Het nummer flopte in Amerika, maar werd in sommige Europese landen wel een (bescheiden) hit. Zo bereikte het de 36e positie in de Nederlandse Top 40, terwijl het in de Vlaamse Ultratop 50 de 40e positie bereikte.

## Tracklijst
Muziekdownload
1. "Eyes Closed" - 3:20